# Золотой глобус (премия, 2010)
67-я церемония вручения наград премии «Золотой глобус»

17 января 2010
Лучший фильм (драма): 

«Аватар»
Лучший фильм (комедия или мюзикл): 

«Мальчишник в Вегасе»
Лучший драматический сериал: 

«Безумцы»
Лучший сериал (комедия или мюзикл): 

«Хор»
Лучший мини-сериал или фильм на ТВ: 

«Серые сады»
< 66-я Церемонии вручения 68-я >
67-я церемония вручения наград премии «Золотой глобус» за заслуги в области кинематографа за 2009 год состоялась вечером в Беверли-Хиллз 17 января 2010 года. Вёл церемонию известный британский комик Рики Джервейс. Номинанты, в 25 категориях, были объявлены 15 декабря 2009 года.
Двух наград были удостоены фильмы: «Аватар», «Сумасшедшее сердце» и «Вверх». Фильм «Белая лента», победитель премии Европейской киноакадемии, завоевал также награду «Золотой глобус» в категории «Лучший фильм на иностранном языке». Актрисы Сандра Буллок и Мерил Стрип, которые были номинированы сразу в двух категориях, получили по одной награде. Также в двух категориях были номинированы актриса Анна Пэкуин и актёр Мэтт Деймон, но они остались без награды. Телефильм «Серые сады» и телевизионный сериал «Декстер» получили призы сразу в двух категориях. Фильм «Девять» и телевизионный сериал «Хор», которые были лидерами по количеству номинаций, не были удостоены наград. Премию Сесила Б. Демилля (награду за вклад в кинематограф) получил Мартин Скорсезе.

## Победители и номинанты

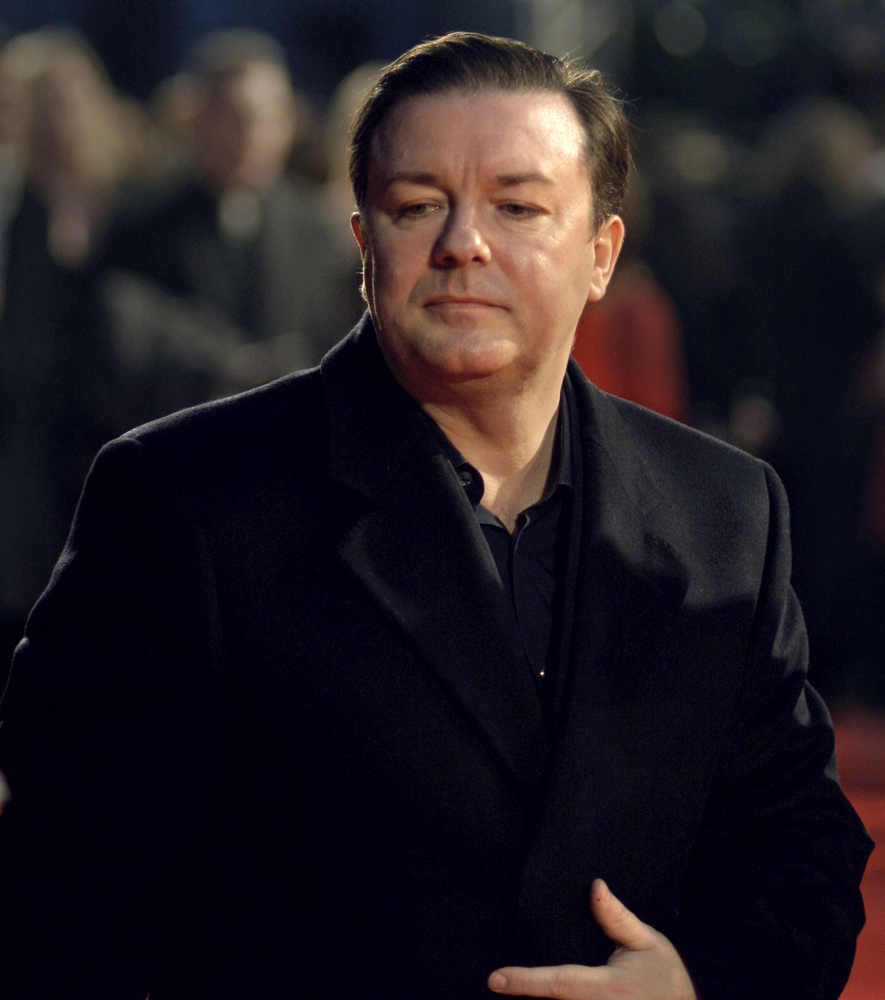
Ведущий церемонии Рики Джервейс

Здесь приведён полный список номинантов.
 Победители выделены отдельным цветом. 

### Игровое кино
Количество наград/номинаций:
- 2/4: «Аватар»
- 2/2: «Вверх», «Сумасшедшее сердце»
- 1/6: «Мне бы в небо»
- 1/4: «Бесславные ублюдки»
- 1/3: «Сокровище»
- 1/2: «Джули и Джулия: Готовим счастье по рецепту»
- 1/1: «Мальчишник в Вегасе», «Невидимая сторона», «Шерлок Холмс», «Белая лента»
- 0/5: «Девять»
- 0/3: «Простые сложности», Повелитель бури», «Одинокий мужчина», «Непокорённый»
- 0/2: «500 дней лета», «Последнее воскресение», «Братья», «Информатор»

| Категории                                                               | Лауреаты и номинанты                                                      | Лауреаты и номинанты                                                      |
| ----------------------------------------------------------------------- | ------------------------------------------------------------------------- | ------------------------------------------------------------------------- |
| Лучший фильм — драма Награду вручала Джулия Робертс                     | • «Аватар»                                                                | • «Аватар»                                                                |
| Лучший фильм — драма Награду вручала Джулия Робертс                     | • «Бесславные ублюдки»                                                    |                                                                           |
| Лучший фильм — драма Награду вручала Джулия Робертс                     | • «Мне бы в небо»                                                         |                                                                           |
| Лучший фильм — драма Награду вручала Джулия Робертс                     | • «Повелитель бури»                                                       |                                                                           |
| Лучший фильм — драма Награду вручала Джулия Робертс                     | • «Сокровище»                                                             |                                                                           |
| Лучший фильм — комедия или мюзикл Награду вручала Риз Уизерспун         | • «Мальчишник в Вегасе»                                                   | • «Мальчишник в Вегасе»                                                   |
| Лучший фильм — комедия или мюзикл Награду вручала Риз Уизерспун         | • «500 дней лета»                                                         |                                                                           |
| Лучший фильм — комедия или мюзикл Награду вручала Риз Уизерспун         | • «Девять»                                                                |                                                                           |
| Лучший фильм — комедия или мюзикл Награду вручала Риз Уизерспун         | • «Джули и Джулия: Готовим счастье по рецепту»                            |                                                                           |
| Лучший фильм — комедия или мюзикл Награду вручала Риз Уизерспун         | • «Простые сложности»                                                     |                                                                           |
| Лучшая режиссура Награду вручал Мел Гибсон                              |                                                                           | • Джеймс Кэмерон — «Аватар»                                               |
| Лучшая режиссура Награду вручал Мел Гибсон                              | • Кэтрин Бигелоу — «Повелитель бури»                                      |                                                                           |
| Лучшая режиссура Награду вручал Мел Гибсон                              | • Клинт Иствуд — «Непокорённый»                                           |                                                                           |
| Лучшая режиссура Награду вручал Мел Гибсон                              | • Джейсон Райтман — «Мне бы в небо»                                       |                                                                           |
| Лучшая режиссура Награду вручал Мел Гибсон                              | • Квентин Тарантино — «Бесславные ублюдки»                                |                                                                           |
| Лучшая мужская роль в драматическом фильме Награду вручала Кейт Уинслет |                                                                           | • Джефф Бриджес — «Сумасшедшее сердце»                                    |
| Лучшая мужская роль в драматическом фильме Награду вручала Кейт Уинслет | • Джордж Клуни — «Мне бы в небо»                                          |                                                                           |
| Лучшая мужская роль в драматическом фильме Награду вручала Кейт Уинслет | • Тоби Магуайр — «Братья»                                                 |                                                                           |
| Лучшая мужская роль в драматическом фильме Награду вручала Кейт Уинслет | • Колин Ферт — «Одинокий мужчина»                                         |                                                                           |
| Лучшая мужская роль в драматическом фильме Награду вручала Кейт Уинслет | • Морган Фримен — «Непокорённый»                                          |                                                                           |
| Лучшая женская роль в драматическом фильме Награду вручал Микки Рурк    |                                                                           | • Сандра Буллок — «Невидимая сторона»                                     |
| Лучшая женская роль в драматическом фильме Награду вручал Микки Рурк    | • Эмили Блант — «Молодая Виктория»                                        |                                                                           |
| Лучшая женская роль в драматическом фильме Награду вручал Микки Рурк    | • Кэри Маллиган — «Воспитание чувств»                                     |                                                                           |
| Лучшая женская роль в драматическом фильме Награду вручал Микки Рурк    | • Хелен Миррен — «Последнее воскресение»                                  |                                                                           |
| Лучшая женская роль в драматическом фильме Награду вручал Микки Рурк    | • Габури Сидибе — «Сокровище»                                             |                                                                           |
| Лучшая мужская роль в комедии или мюзикле Награду вручала Салли Хокинс  |                                                                           | • Роберт Дауни—младший — «Шерлок Холмс»                                   |
| Лучшая мужская роль в комедии или мюзикле Награду вручала Салли Хокинс  | • Джозеф Гордон-Левитт — «500 дней лета»                                  |                                                                           |
| Лучшая мужская роль в комедии или мюзикле Награду вручала Салли Хокинс  | • Мэтт Деймон — «Информатор»                                              |                                                                           |
| Лучшая мужская роль в комедии или мюзикле Награду вручала Салли Хокинс  | • Дэниел Дэй-Льюис — «Девять»                                             |                                                                           |
| Лучшая мужская роль в комедии или мюзикле Награду вручала Салли Хокинс  | • Майкл Стулбарг — «Серьёзный человек»                                    |                                                                           |
| Лучшая женская роль в комедии или мюзикле Награду вручал Колин Фаррелл  |                                                                           | • Мерил Стрип — «Джули и Джулия: Готовим счастье по рецепту»              |
| Лучшая женская роль в комедии или мюзикле Награду вручал Колин Фаррелл  | • Сандра Буллок — «Предложение»                                           |                                                                           |
| Лучшая женская роль в комедии или мюзикле Награду вручал Колин Фаррелл  | • Марион Котийяр — «Девять»                                               |                                                                           |
| Лучшая женская роль в комедии или мюзикле Награду вручал Колин Фаррелл  | • Джулия Робертс — «Ничего личного»                                       |                                                                           |
| Лучшая женская роль в комедии или мюзикле Награду вручал Колин Фаррелл  | • Мерил Стрип — «Простые сложности»                                       |                                                                           |
| Лучшая мужская роль второго плана Награду вручала Хэлли Берри           |                                                                           | • Кристоф Вальц — «Бесславные ублюдки»                                    |
| Лучшая мужская роль второго плана Награду вручала Хэлли Берри           | • Мэтт Деймон — «Непокорённый»                                            |                                                                           |
| Лучшая мужская роль второго плана Награду вручала Хэлли Берри           | • Кристофер Пламмер — «Последнее воскресение»                             |                                                                           |
| Лучшая мужская роль второго плана Награду вручала Хэлли Берри           | • Стэнли Туччи — «Милые кости»                                            |                                                                           |
| Лучшая мужская роль второго плана Награду вручала Хэлли Берри           | • Вуди Харрельсон — «Посланник»                                           |                                                                           |
| Лучшая женская роль второго плана Награду вручала Николь Кидман         |                                                                           | • Мо’Ник — «Сокровище»                                                    |
| Лучшая женская роль второго плана Награду вручала Николь Кидман         | • Анна Кендрик — «Мне бы в небо»                                          |                                                                           |
| Лучшая женская роль второго плана Награду вручала Николь Кидман         | • Пенелопа Крус — «Девять»                                                |                                                                           |
| Лучшая женская роль второго плана Награду вручала Николь Кидман         | • Джулианна Мур — «Одинокий мужчина»                                      |                                                                           |
| Лучшая женская роль второго плана Награду вручала Николь Кидман         | • Вера Фармига — «Мне бы в небо»                                          |                                                                           |
| Лучший сценарий Награды вручали Дженнифер Энистон и Джерард Батлер      |                                                                           | • Джейсон Райтман и Шелдон Тёрнер — «Мне бы в небо»                       |
| Лучший сценарий Награды вручали Дженнифер Энистон и Джерард Батлер      | • Нил Бломкамп и Терри Татчелл — «Район № 9»                              |                                                                           |
| Лучший сценарий Награды вручали Дженнифер Энистон и Джерард Батлер      | • Марк Боал — «Повелитель бури»                                           |                                                                           |
| Лучший сценарий Награды вручали Дженнифер Энистон и Джерард Батлер      | • Нэнси Мейерс — «Простые сложности»                                      |                                                                           |
| Лучший сценарий Награды вручали Дженнифер Энистон и Джерард Батлер      | • Квентин Тарантино — «Бесславные ублюдки»                                |                                                                           |
| Лучшая музыка к фильму Награду вручали Шер и Кристина Агилера           |                                                                           | • Майкл Джаккино — «Вверх»                                                |
| Лучшая музыка к фильму Награду вручали Шер и Кристина Агилера           | • Картер Бёруэлл и Карен Орзолек — «Там, где живут чудовища»              |                                                                           |
| Лучшая музыка к фильму Награду вручали Шер и Кристина Агилера           | • Абель Корженёвский — «Одинокий мужчина»                                 |                                                                           |
| Лучшая музыка к фильму Награду вручали Шер и Кристина Агилера           | • Джеймс Хорнер — «Аватар»                                                |                                                                           |
| Лучшая музыка к фильму Награду вручали Шер и Кристина Агилера           | • Марвин Хэмлиш — «Информатор»                                            |                                                                           |
| Лучшая песня Награду вручали Шер и Кристина Агилера                     | • The Weary Kind — «Сумасшедшее сердце» (Райан Бингхэм и Ти-Боун Бёрнетт) | • The Weary Kind — «Сумасшедшее сердце» (Райан Бингхэм и Ти-Боун Бёрнетт) |
| Лучшая песня Награду вручали Шер и Кристина Агилера                     | • Cinema Italiano — «Девять»                                              |                                                                           |
| Лучшая песня Награду вручали Шер и Кристина Агилера                     | • I See You — «Аватар»                                                    |                                                                           |
| Лучшая песня Награду вручали Шер и Кристина Агилера                     | • (I Want To) Come Home — «Всё путём»                                     |                                                                           |
| Лучшая песня Награду вручали Шер и Кристина Агилера                     | • Winter — «Братья»                                                       |                                                                           |
| Лучший анимационный фильм Награду вручал Пол Маккартни                  | • «Вверх»                                                                 | • «Вверх»                                                                 |
| Лучший анимационный фильм Награду вручал Пол Маккартни                  | • «Бесподобный мистер Фокс»                                               |                                                                           |
| Лучший анимационный фильм Награду вручал Пол Маккартни                  | • «Коралина в Стране Кошмаров»                                            |                                                                           |
| Лучший анимационный фильм Награду вручал Пол Маккартни                  | • «Облачно, возможны осадки в виде фрикаделек»                            |                                                                           |
| Лучший анимационный фильм Награду вручал Пол Маккартни                  | • «Принцесса и лягушка»                                                   |                                                                           |
| Лучший фильм на иностранном языке Награду вручала Софи Лорен            | • «Белая лента» (Германия)                                                | • «Белая лента» (Германия)                                                |
| Лучший фильм на иностранном языке Награду вручала Софи Лорен            | • «Баария» (Италия)                                                       |                                                                           |
| Лучший фильм на иностранном языке Награду вручала Софи Лорен            | • «Пророк» (Франция)                                                      |                                                                           |
| Лучший фильм на иностранном языке Награду вручала Софи Лорен            | • «Разомкнутые объятия» (Испания)                                         |                                                                           |
| Лучший фильм на иностранном языке Награду вручала Софи Лорен            | • «Служанка» (Чили)                                                       |                                                                           |

### Телевизионные фильмы и сериалы
| Победители — выделены отдельным цветом. |

Пятнадцать телесериалов и телефильмов участвовали в конкурсе сразу по нескольким номинациям:
- 4: Хор
- 3: Студия 30, Большая любовь, Схватка, Декстер, Серые сады, Навстречу шторму, Безумцы, Джорджия О’Кифф
- 2: Красавцы, Доктор Хаус, Жеребец, Офис, Забирая Чэнса, Настоящая кровь

| Категории | Фотографии лауреатов                              | Победители и номинанты                              |
| --- | ------------------------------------------------- | --------------------------------------------------- |
| Лучший телевизионный сериал (драма) Награду вручали Эми Полер и Закари Ливай                                           |                                                   | • «Безумцы»                                         |
| Лучший телевизионный сериал (драма) Награду вручали Эми Полер и Закари Ливай                                           | • «Большая любовь»                                |                                                     |
| Лучший телевизионный сериал (драма) Награду вручали Эми Полер и Закари Ливай                                           | • «Декстер»                                       |                                                     |
| Лучший телевизионный сериал (драма) Награду вручали Эми Полер и Закари Ливай                                           | • «Доктор Хаус»                                   |                                                     |
| Лучший телевизионный сериал (драма) Награду вручали Эми Полер и Закари Ливай                                           | • «Настоящая кровь»                               |                                                     |
| Лучший телевизионный сериал (комедия или мюзикл) Награду вручали Оливия Уайлд и Кифер Сазерленд                        |                                                   | • «Хор»                                             |
| Лучший телевизионный сериал (комедия или мюзикл) Награду вручали Оливия Уайлд и Кифер Сазерленд                        | • «Красавцы»                                      |                                                     |
| Лучший телевизионный сериал (комедия или мюзикл) Награду вручали Оливия Уайлд и Кифер Сазерленд                        | • «Американская семейка»                          |                                                     |
| Лучший телевизионный сериал (комедия или мюзикл) Награду вручали Оливия Уайлд и Кифер Сазерленд                        | • «Офис»                                          |                                                     |
| Лучший телевизионный сериал (комедия или мюзикл) Награду вручали Оливия Уайлд и Кифер Сазерленд                        | • «Студия 30»                                     |                                                     |
| Лучшая мужская роль в телевизионном сериале (драма) Награду вручали Джейн Краковски и Нил Харрис                       |                                                   | • Майкл Си Холл — за телесериал «Декстер»           |
| Лучшая мужская роль в телевизионном сериале (драма) Награду вручали Джейн Краковски и Нил Харрис                       | • Саймон Бейкер — за телесериал «Менталист»       |                                                     |
| Лучшая мужская роль в телевизионном сериале (драма) Награду вручали Джейн Краковски и Нил Харрис                       | • Хью Лори — за телесериал «Доктор Хаус»          |                                                     |
| Лучшая мужская роль в телевизионном сериале (драма) Награду вручали Джейн Краковски и Нил Харрис                       | • Билл Пэкстон — за телесериал «Большая любовь»   |                                                     |
| Лучшая мужская роль в телевизионном сериале (драма) Награду вручали Джейн Краковски и Нил Харрис                       | • Джон Хэмм — за телесериал «Безумцы»             |                                                     |
| Лучшая женская роль в телевизионном сериале (драма) Награду вручали Джейн Краковски и Нил Харрис                       |                                                   | • Джулианна Маргулис — за телесериал «Хорошая жена» |
| Лучшая женская роль в телевизионном сериале (драма) Награду вручали Джейн Краковски и Нил Харрис                       | • Дженьюари Джонс — за телесериал «Безумцы»       |                                                     |
| Лучшая женская роль в телевизионном сериале (драма) Награду вручали Джейн Краковски и Нил Харрис                       | • Гленн Клоуз — за телесериал «Схватка»           |                                                     |
| Лучшая женская роль в телевизионном сериале (драма) Награду вручали Джейн Краковски и Нил Харрис                       | • Анна Пэкуин — за телесериал «Настоящая кровь»   |                                                     |
| Лучшая женская роль в телевизионном сериале (драма) Награду вручали Джейн Краковски и Нил Харрис                       | • Кира Седжвик — за телесериал «Ищейка»           |                                                     |
| Лучшая мужская роль в телевизионном сериале (комедия или мюзикл) Награду вручали Дженнифер Гарнер и Эштон Кутчер       |                                                   | • Алек Болдуин — за телесериал «Студия 30»          |
| Лучшая мужская роль в телевизионном сериале (комедия или мюзикл) Награду вручали Дженнифер Гарнер и Эштон Кутчер       | • Томас Джейн — за телесериал «Жеребец»           |                                                     |
| Лучшая мужская роль в телевизионном сериале (комедия или мюзикл) Награду вручали Дженнифер Гарнер и Эштон Кутчер       | • Дэвид Духовны — за телесериал «Californication» |                                                     |
| Лучшая мужская роль в телевизионном сериале (комедия или мюзикл) Награду вручали Дженнифер Гарнер и Эштон Кутчер       | • Стив Карелл — за телесериал «Офис»              |                                                     |
| Лучшая мужская роль в телевизионном сериале (комедия или мюзикл) Награду вручали Дженнифер Гарнер и Эштон Кутчер       | • Мэттью Моррисон — за телесериал «Хор»           |                                                     |
| Лучшая женская роль в телевизионном сериале (комедия или мюзикл) Награду вручали София Вергара и Мэттью Фокс           |                                                   | • Тони Коллетт — за телесериал «Такая разная Тара»  |
| Лучшая женская роль в телевизионном сериале (комедия или мюзикл) Награду вручали София Вергара и Мэттью Фокс           | • Кортни Кокс — за телесериал «Город хищниц»      |                                                     |
| Лучшая женская роль в телевизионном сериале (комедия или мюзикл) Награду вручали София Вергара и Мэттью Фокс           | • Лиа Мишель — за телесериал «Хор»                |                                                     |
| Лучшая женская роль в телевизионном сериале (комедия или мюзикл) Награду вручали София Вергара и Мэттью Фокс           | • Эди Фалко — за телесериал «Сестра Джеки»        |                                                     |
| Лучшая женская роль в телевизионном сериале (комедия или мюзикл) Награду вручали София Вергара и Мэттью Фокс           | • Тина Фей — за телесериал «Студия 30»            |                                                     |
| Лучший мини-сериал или телефильм Награду вручали Эми Адамс и Джош Бролин                                               |                                                   | • «Серые сады»                                      |
| Лучший мини-сериал или телефильм Награду вручали Эми Адамс и Джош Бролин                                               | • «Джорджия О’Кифф»                               |                                                     |
| Лучший мини-сериал или телефильм Награду вручали Эми Адамс и Джош Бролин                                               | • «Забирая Чэнса»                                 |                                                     |
| Лучший мини-сериал или телефильм Награду вручали Эми Адамс и Джош Бролин                                               | • «Крошка Доррит»                                 |                                                     |
| Лучший мини-сериал или телефильм Награду вручали Эми Адамс и Джош Бролин                                               | • «Навстречу шторму»                              |                                                     |
| Лучшая мужская роль (мини-сериал или телефильм) Награду вручали Зои Салдана и Сэм Уортингтон                           |                                                   | • Кевин Бэйкон — «Забирая Чэнса»                    |
| Лучшая мужская роль (мини-сериал или телефильм) Награду вручали Зои Салдана и Сэм Уортингтон                           | • Джереми Айронс — «Джорджия О’Кифф»              |                                                     |
| Лучшая мужская роль (мини-сериал или телефильм) Награду вручали Зои Салдана и Сэм Уортингтон                           | • Кеннет Брана — «Валландер»                      |                                                     |
| Лучшая мужская роль (мини-сериал или телефильм) Награду вручали Зои Салдана и Сэм Уортингтон                           | • Брендан Глисон — «Навстречу шторму»             |                                                     |
| Лучшая мужская роль (мини-сериал или телефильм) Награду вручали Зои Салдана и Сэм Уортингтон                           | • Чиветел Эджиофор — «Конец игры»                 |                                                     |
| Лучшая женская роль (мини-сериал или телефильм) Награду вручали Зои Салдана и Сэм Уортингтон                           |                                                   | • Дрю Бэрримор — «Серые сады»                       |
| Лучшая женская роль (мини-сериал или телефильм) Награду вручали Зои Салдана и Сэм Уортингтон                           | • Джоан Аллен — «Джорджия О’Кифф»                 |                                                     |
| Лучшая женская роль (мини-сериал или телефильм) Награду вручали Зои Салдана и Сэм Уортингтон                           | • Джессика Лэнг — «Серые сады»                    |                                                     |
| Лучшая женская роль (мини-сериал или телефильм) Награду вручали Зои Салдана и Сэм Уортингтон                           | • Анна Пэкуин — «Храброе сердце Ирены Сендлер»    |                                                     |
| Лучшая женская роль (мини-сериал или телефильм) Награду вручали Зои Салдана и Сэм Уортингтон                           | • Сигурни Уивер — «Молитвы за Бобби»              |                                                     |
| Лучшая мужская роль второго плана (мини-сериал, телесериал или телефильм) Награду вручал Лорен Грэм и Джим Парсонс     |                                                   | • Джон Литгоу — «Декстер»                           |
| Лучшая мужская роль второго плана (мини-сериал, телесериал или телефильм) Награду вручал Лорен Грэм и Джим Парсонс     | • Джереми Пивен — «Красавцы»                      |                                                     |
| Лучшая мужская роль второго плана (мини-сериал, телесериал или телефильм) Награду вручал Лорен Грэм и Джим Парсонс     | • Нил Харрис — «Как я встретил вашу маму»         |                                                     |
| Лучшая мужская роль второго плана (мини-сериал, телесериал или телефильм) Награду вручал Лорен Грэм и Джим Парсонс     | • Уильям Хёрт — «Схватка»                         |                                                     |
| Лучшая мужская роль второго плана (мини-сериал, телесериал или телефильм) Награду вручал Лорен Грэм и Джим Парсонс     | • Майкл Эмерсон — «Остаться в живых»              |                                                     |
| Лучшая женская роль второго плана (мини-сериал, телесериал или телефильм) Награду вручала Кристен Белл и Чейс Кроуфорд |                                                   | • Хлоя Севиньи — «Большая любовь»                   |
| Лучшая женская роль второго плана (мини-сериал, телесериал или телефильм) Награду вручала Кристен Белл и Чейс Кроуфорд | • Джейн Адамс — «Жеребец»                         |                                                     |
| Лучшая женская роль второго плана (мини-сериал, телесериал или телефильм) Награду вручала Кристен Белл и Чейс Кроуфорд | • Роуз Бирн — «Схватка»                           |                                                     |
| Лучшая женская роль второго плана (мини-сериал, телесериал или телефильм) Награду вручала Кристен Белл и Чейс Кроуфорд | • Джейн Линч — «Хор»                              |                                                     |
| Лучшая женская роль второго плана (мини-сериал, телесериал или телефильм) Награду вручала Кристен Белл и Чейс Кроуфорд | • Джанет Мактир — «Навстречу шторму»              |                                                     |

## Премия Сесила Б. Демилля
Американский режиссёр Мартин Скорсезе удостоен награды Сесила Б. Демилля. Фильмы Скорсезе 51 раз номинировались на «Золотой глобус» и девять раз были удостоены премии.
| Награда за вклад в кинематограф                                               | Фотография | Режиссёр          |
| ----------------------------------------------------------------------------- | ---------- | ----------------- |
| Премия Сесиля Б. Де Милля Награду вручали Роберт Де Ниро и Леонардо Ди Каприо |            | • Мартин Скорсезе |

## Мисс/Мистер «Золотой глобус» 2010
Мевис Спенсер, дочь актрисы Элфри Вудард и сценариста Родерикa Спенсерa, была провозглашена «Мисс Золотой глобус 2010».
Это звание традиционно присуждается дочери или сыну известного человека.
| Символическая награда    | Изображение | Имя             |
| ------------------------ | ----------- | --------------- |
| Мисс Золотой глобус 2010 |             | • Мевис Спенсер |